# Samorodni metal
Samorodni metal je svaki metal koji se u prirodi nalazi u čistom metalnom obliku. Metali koji se mogu naći kao izvorni depoziti pojedinačno ili u legurama uključuju aluminijum, antimon, arsen, bizmut, kadmijum, hrom, kobalt, indijum, gvožđe, mangan, molibden, nikl, niobijum, renijum, selen, tantal, telurijum, volfram, vanadijum i cink, kao i grupa zlata (zlato, bakar, olovo, aluminijum, živa, srebro) i grupa platine (platina, iridijum, osmijum, paladijum, rodijum, rutenijum). Među legurama pronađenim u prirodnom stanju su mesing, bronza, pevter, nemačko srebro, osmiridijum, elektrum, belo zlato, srebro-živin amalgam i zlato-živin amalgam.
Samo zlato, srebro, bakar i platinska grupa se javljaju u velikim količinama. U geološkim vremenskim skalama, vrlo mali broj metala može da se odupre prirodnim procesima vremenskih uslova poput oksidacije, tako da se uglavnom manje reaktivni metali kao što su zlato i platina nalaze kao prirodni metali. Ostali se obično javljaju kao izolovani džepovi gde prirodni hemijski proces redukuje uobičajeno jedinjenje ili rudu metala, ostavljajući čisti metal kao male ljuspice ili inkluzije.
Nemetalni elementi koji se javljaju u prirodnom stanju uključuju ugljenik i sumpor. Silicijum, polumetal, retko je pronađen u prirodnom stanju kao male inkluzije u zlatu.
Prirodni metali su bili jedini pristup metalu praistorijskom čoveku, pošto se smatra da je proces vađenja metala iz njihovih ruda (topljenje) otkriven oko 6500. godine pre nove ere. Međutim, autohtoni metali su se mogli naći samo u nepraktično malim količinama, te iako su bakar i gvožđe bili poznati mnogo pre bakarnog i gvozdenog doba, nisu imali veliki uticaj sve dok se nije pojavilo topljenje.

## Spoljašnje veze
- The Native Elements Class